# Tomisato
Tomisato (jap. 富里市, -shi) ist eine Stadt der Präfektur Chiba im Osten von Honshū, der Hauptinsel von Japan.

## Geographie
Tomisato liegt südlich von Narita und nördlich von Chiba.

## Verkehr
- Straße:
  - Higashikantō-Autobahn nach Tōkyō oder Kashima
  - Nationalstraße 296, 409

## Angrenzende Städte und Gemeinden
- Narita
- Yachimata
- Sammu